# Mirafra
Mirafra és un gènere d'ocells de la família dels alàudids (Alaudidae).

## Taxonomia
Segons la Classificació del Congrés Ornitològic Internacional (versió 13.1, 2023) aquest gènere està format per 24 espècies:
- Mirafra fasciolata - alosa fasciculada.
- Mirafra apiata - alosa del Cap.
- Mirafra hypermetra - alosa ala-roja.
- Mirafra africana - alosa de clatell rogenc.
- Mirafra rufocinnamomea - alosa brunzidora.
- Mirafra angolensis - alosa d'Angola.
- Mirafra williamsi - alosa de Williams.
- Mirafra passerina - alosa monòtona.
- Mirafra cheniana - alosa melodiosa.
- Mirafra javanica - alosa de Horsfield.
- Mirafra cantillans - alosa cantaire.
- Mirafra microptera - alosa de Myanmar.
- Mirafra assamica - alosa d'Assam.
- Mirafra erythrocephala - alosa d'Indoxina.
- Mirafra erythroptera - alosa de l'Índia.
- Mirafra affinis - alosa de Jerdon.
- Mirafra gilletti - alosa de Gillett.
- Mirafra rufa - alosa rossa.
- Mirafra collaris - alosa de collar.
- Mirafra ashi - alosa d'Ash.
- Mirafra somalica - alosa de Somàlia.
- Mirafra pulpa - alosa de Friedmann.
- Mirafra cordofanica - alosa del Kordofan.
- Mirafra albicauda - alosa cuablanca.